# Spanische Lösung

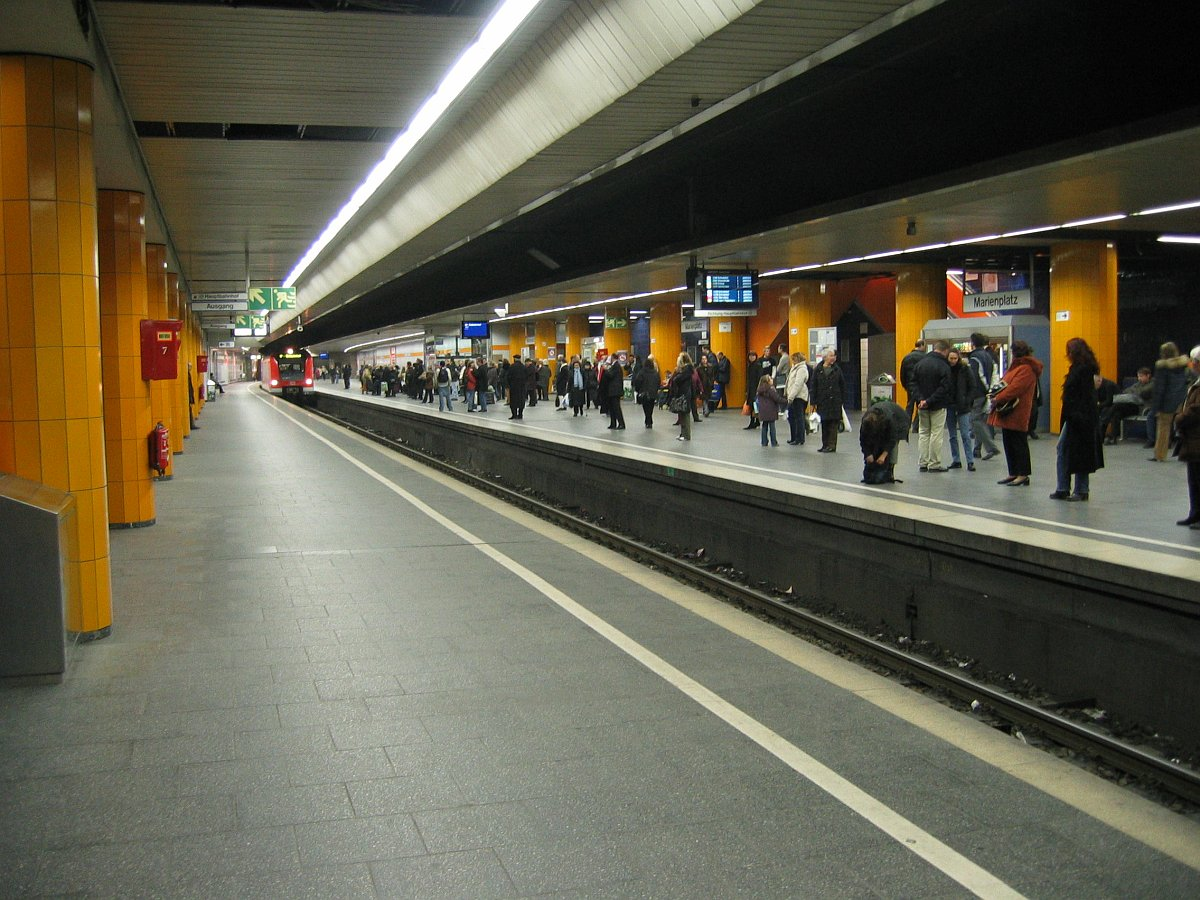
S-Bahnhof München Marienplatz, Bahnsteig zum Einstieg rechts im Bild (d. h. links in Fahrtrichtung), Bahnsteig zum Ausstieg links im Bild

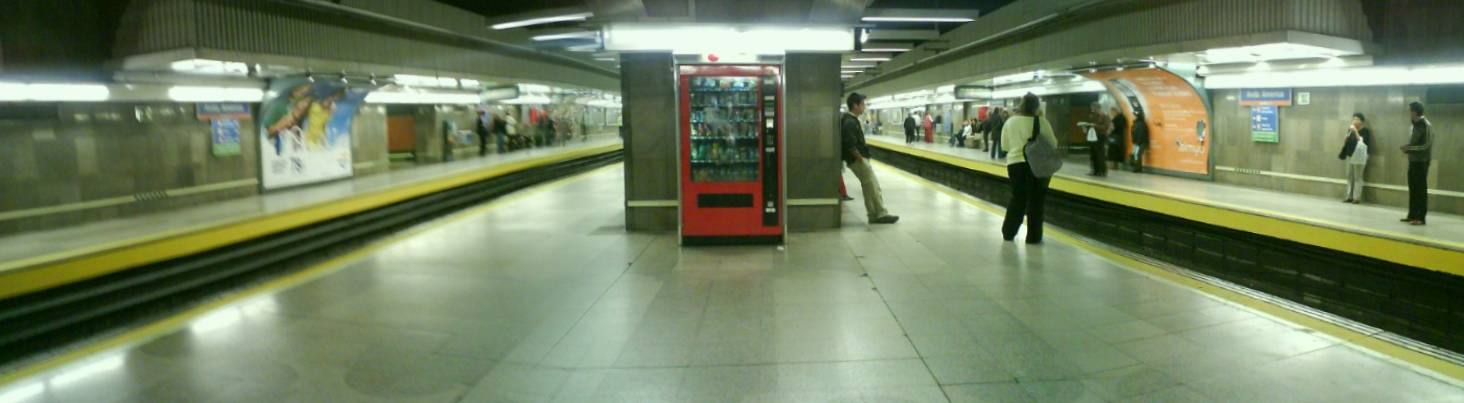
Madrid: U-Bahnhof Avenida de América

Spanische Lösung schematisch

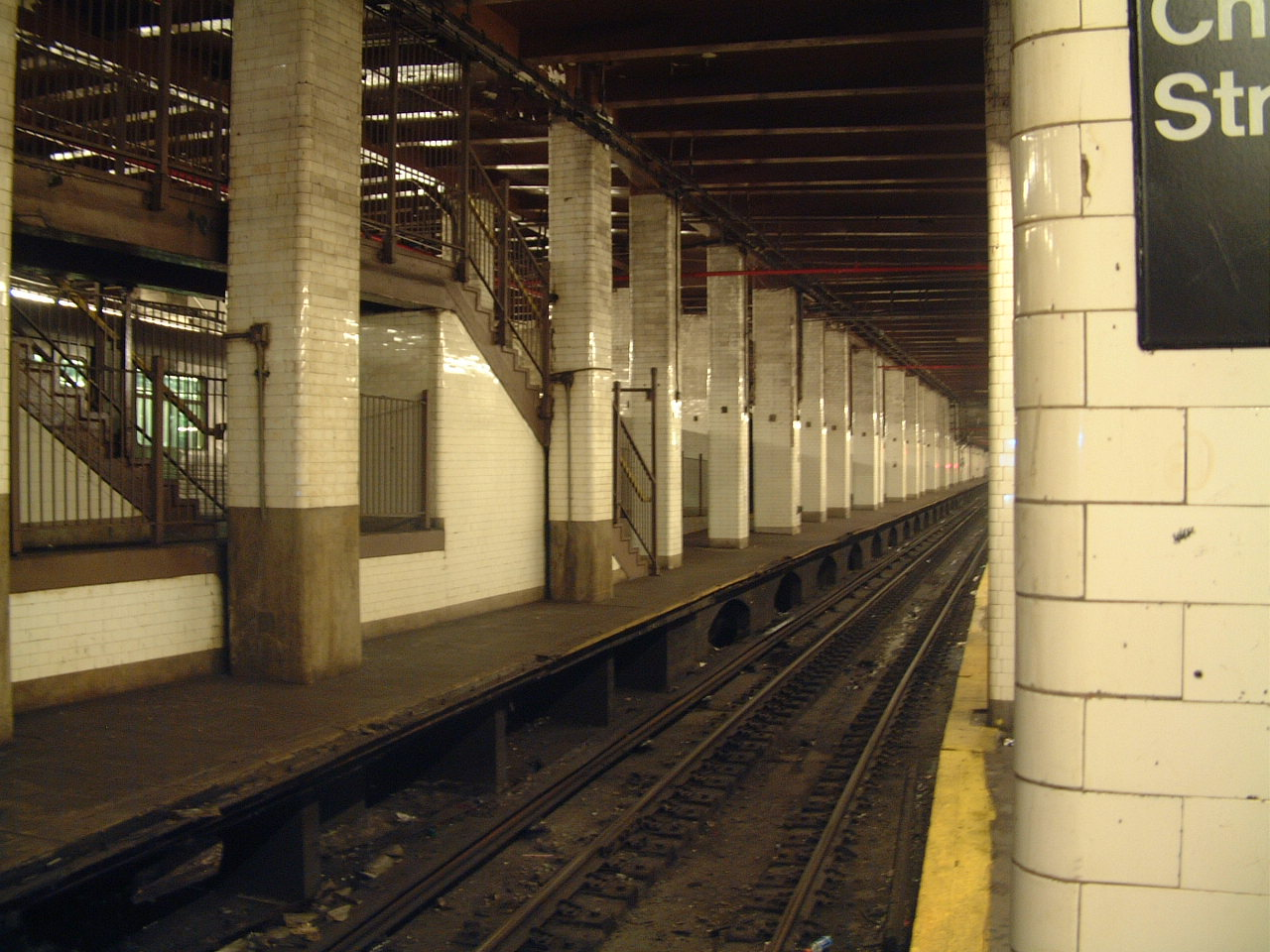
New Yorker U-Bahnhof Chambers Street

Von der Spanischen Lösung spricht man, wenn ein Bahnhof der U- oder S-Bahn nach beiden Seiten eines Gleises über Bahnsteige, sogenannte Zwillingsbahnsteige, zum getrennten Aus- oder Einsteigen verfügt. Vermeintlich wurde dieses Prinzip zum ersten Mal in den 1930er Jahren bei der Metro Barcelona benutzt (vorher aber schon in London und New York, siehe unten). Das Aus- und Einsteigen wird über getrennte Bahnsteige abgewickelt, um die Kapazität der Bahnhöfe zu vergrößern und die Fahrgastwechselzeit der Züge zu verkürzen. Der Mittelbahnsteig dient dabei oft zum Einsteigen, die Seitenbahnsteige, die schmaler gebaut sind, zum Aussteigen.

## Prinzipien
Die Spanische Lösung wird nicht an allen Zwillingsbahnsteigen umgesetzt.
- Spanische Lösung im klassischen Sinn: mit Trennung der Ein- und Aussteiger, zum Beispiel S-Bahn München, Metro Guangzhou
- Spanische Lösung ungenutzt, ohne Trennung der Ein- und Aussteiger: zum Beispiel Metro Barcelona, Stadtbahn Stuttgart, Hamburg (Haltestelle „U/A Norderstedt Mitte“, AKN und Hamburger Hochbahn)

An vorläufigen oder definitiven Endstationen können Spanische Bahnsteige mit Trennung der Ein- und Aussteiger unterschiedlich erfolgen.
- Fahrtrichtungswechsel am Bahnsteig: Trennung der Ein- und Aussteiger wie bei Zwischenhalt, zum Beispiel Metro Shenzhen oder bei Pendelseilbahnen
- Fahrtrichtungswechsel in Wendeanlage: Aus- und Einstieg jeweils zu oder von beiden Bahnsteigen der Zwillingsbahnsteige

## Kritik

### Vorteile
Die Spanische Lösung im klassischen Sinn mit Trennung der Ein- und Aussteiger zeichnet sich bei sonst gleichbleibenden Rahmenbedingungen im Wesentlichen durch die folgenden Vorteile aus:
- Entflechtung der Fahrgastströme der Ein- und Aussteiger; die Umsteiger sind Aussteiger auf der einen Strecke und Einsteiger auf der anderen Strecke (vgl. Metro Guangzhou)
- schmalere Zu- und Abgangswege zu und von den Bahnsteigen möglich
- kürzere Haltezeit durch Beschleunigung des Fahrgastwechsels
- Während Bauarbeiten an einem Bahnsteig kann der Betrieb über den anderen stattfinden
- Weil vom mittleren Bahnsteig aus beide Fahrtrichtungen erreicht werden, kann auf den kostenintensiven barrierefreien Ausbau der Außenbahnsteige verzichtet werden, wenn in Kauf genommen wird, dass Einzelne die Spanische Lösung verletzen.

### Nachteile
- breiterer baulicher Querschnitt
- getrennte Zugabfertigung auf beiden Bahnsteigseiten (minimale Erhöhung der Abfertigungszeit)
- Umsteiger am selben Gleis müssen, ohne den Bahnsteig zu wechseln, mindestens einmal die Ein- oder Ausstiegsregel verletzen
- Für vollständig barrierefreien Ein- und Ausstieg ist auf allen Bahnsteigen mindestens je eine Aufzugsanlage notwendig; alternativ dazu wird bei nur einem Aufzug am Mittelbahnsteig die Einstiegsregel oder die Ausstiegsregel verletzt („Lift in Fahrtrichtung links, bitte rechts aussteigen“ – standardmäßige Durchsage in der S-Bahn München für die Stationen München Hauptbahnhof und Karlsplatz (Stachus) (jeweils beide Richtungen) sowie Marienplatz (nur in Richtung Ostbahnhof)).

### Alternative
Als Alternative bietet sich an, die Streckengleise im Bahnsteigbereich in zwei Bahnsteiggleise an einem gemeinsamen Mittelbahnsteig heranzuführen, was keine geringeren Haltezeiten und keine Entflechtung der Fahrgastströme ermöglicht, aber die Zugfolgezeiten durch abwechselnde Bedienung beider Bahnsteiggleise verkürzt. Beispielsweise wird diese Alternative bei der S-Bahn Zürich in Zürich Hauptbahnhof angewendet.

### Abwägung
Die Entscheidung für oder gegen die Spanische Lösung ist systemspezifisch und wesentlich von baulichen und betrieblichen Anforderungen abhängig; bei der S-Bahn München war vor allem die Minimierung der Zugfolgezeit entscheidend, während im Flughafenbereich meist die Trennung zollrechtlicher Fluggastströme ausschlaggebend ist. Die Trennung der Ein- und Aussteiger an Zwillingsbahnsteigen kann prinzipiell jederzeit eingeführt oder aufgehoben werden.

## Einsatz

### Deutschland

#### München
Verwendung findet dieses Verfahren unter anderem bei der S-Bahn München in den drei meistfrequentierten Tunnelbahnhöfen München Hauptbahnhof, Karlsplatz (Stachus) und Marienplatz, bei der so die Personenströme beim Fahrgastwechsel nach Aus- und Einsteigern getrennt werden sollen. Die Fahrgäste werden mit Ansagen in deutscher und englischer Sprache aufgefordert, nur in Fahrtrichtung rechts auszusteigen. Alle Wegweiser im Bahnhof berücksichtigen dieses Prinzip ebenso wie die Fahrtrichtung der Fahrtreppen. Aus Kostengründen wurde nur jeweils eine Aufzugsanlage zur Bahnsteigebene der S-Bahn errichtet, so dass Nutzer des Aufzugs entgegen dem Prinzip in Fahrtrichtung links auf den Mittelbahnsteig aussteigen müssen (Ausnahme: Marienplatz, Fahrtrichtung Hauptbahnhof, aufgrund der übereinander liegenden Zwillingsbahnsteige).
Weiterhin wird die spanische Lösung beim Personen Transport System (PTS) des Terminals 2 am Flughafen München Anwendung finden. Hierbei wird das Verfahren, ähnlich wie am Flughafen Frankfurt Main, genutzt, um Reisende aus dem Schengen-Raum und aus Drittstaaten getrennt in einem Zug zwischen Satellitenterminal und Terminal 2 transportieren zu können. Reisende aus dem Schengen-Raum werden über die äußeren Bahnsteige, Reisende aus Staaten außerhalb des Schengen-Raums über den mittleren Bahnsteig geleitet.

#### Stuttgart

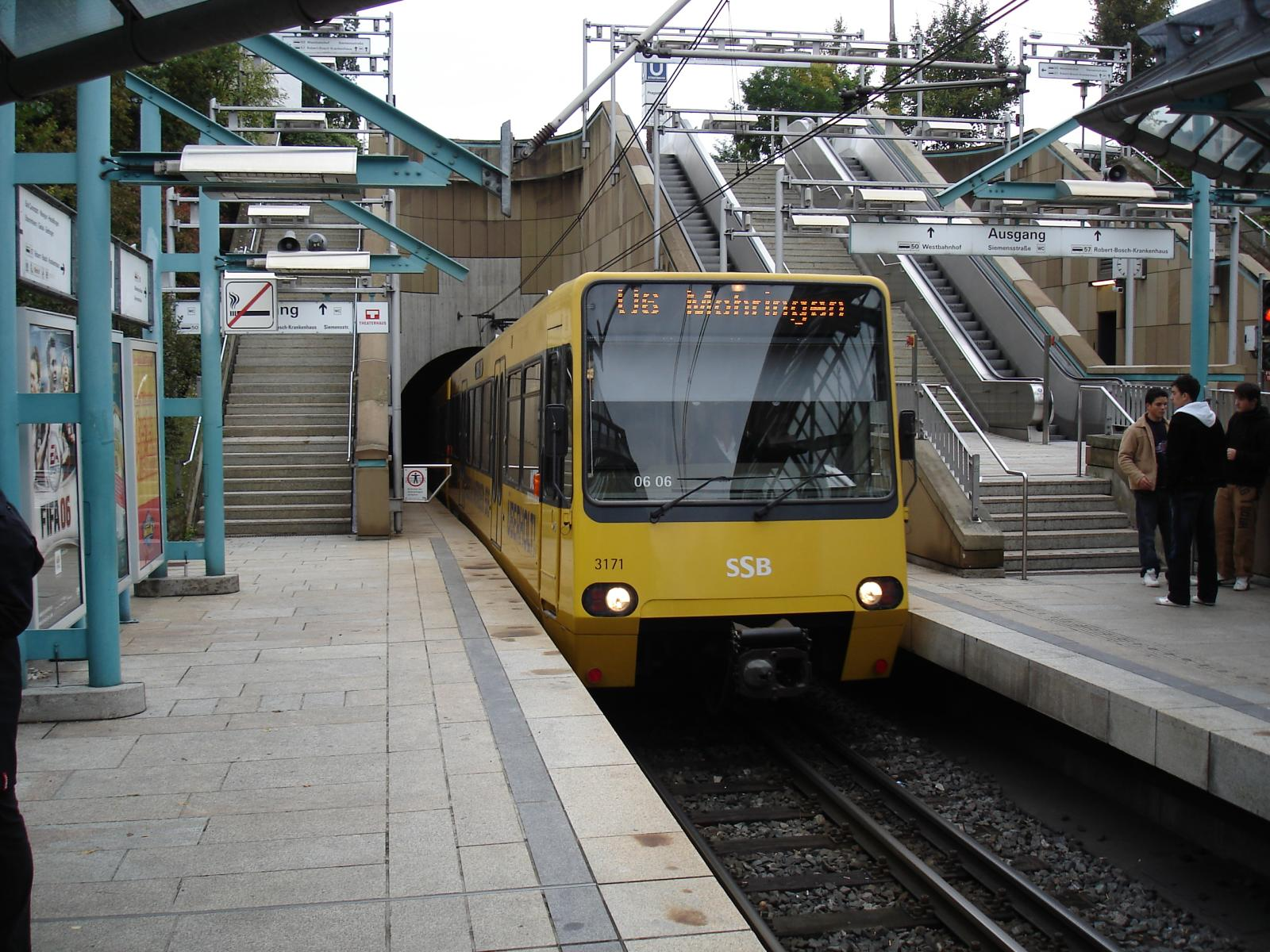
Haltestelle Pragsattel der Stadtbahn Stuttgart

In Stuttgart gibt es zwei Stadtbahn-Stationen mit Bahnsteigen auf beiden Seiten. Es handelt sich hierbei um die Station Pragsattel in beide Richtungen und um die Station Mineralbäder stadteinwärts. Hier können die Fahrgäste jedoch auf beiden Seiten ein- oder aussteigen. Diese Bauweise wurde gewählt, um einerseits den Mittelbahnsteig für Umsteiger zu haben und andererseits die Straßenbahn im Rechtsverkehr – die nur rechts Türen hat – halten zu lassen. Am Pragsattel wurde der halbe frühere Außenbahnsteig mit niedriger Bahnsteighöhe (aufgrund der niedrigeren Einstiegshöhe der Straßenbahn) mittlerweile durch einen Hochbahnsteig ersetzt und somit ein echter kapazitätserhöhender Doppelbahnsteig geschaffen. Hier war früher ein Umstieg zwischen den Straßenbahnlinien und Stadtbahn-Vollzügen ohne einen Wechsel des Bahnsteigs über Treppen und Aufzüge nicht möglich, auch wenn beide Züge auf dem gleichen Gleis hielten.

#### Köln
Auch in Köln gab es an der Stadtbahn-Haltestelle Ebertplatz eine ähnliche Situation wie in Stuttgart, allerdings nur an zwei der insgesamt vier Gleise. Auch hier konnten die Fahrgäste an diesen Gleisen jedoch auf beiden Seiten ein- oder aussteigen. Die Station Ebertplatz wurde umgebaut, wobei die Seitenbahnsteige abgerissen wurden und die äußeren Gleise in den Raum der ehemaligen Bahnsteige verlegt wurden.

#### Düsseldorf
Bei der Endstation Flughafenbahnhof des Skytrains findet der Einstieg über den Mittelbahnsteig statt, der Ausstieg nach außen hin. Es gibt eine entsprechende zweisprachige Ansage, die Türen öffnen dazu zeitversetzt. Beim U-Bahnhof MERKUR SPIEL-ARENA/Messe Nord gibt es für ein Gleis von dreien die Spanische Lösung. Diese wird aber nur bei ankommenden Zügen angewandt. Da es sich bei den Zügen um die Endhaltestelle handelt, dient die Spanische Lösung hier ausschließlich den Aussteigern, welche die Türen auf beiden Seiten nutzen können, damit die Züge schneller zurück zum Hauptbahnhof pendeln können, wo sie die nächsten Zuschauer aufnehmen.

#### Frankfurt am Main
Alle Stationen der Flughafenmetro „SkyLine“ haben einen Mittel- und zwei Seitenbahnsteige. Dabei werden die unterschiedlichen Seiten jedoch nicht zum getrennten Ein- und Ausstieg verwendet. Die einzelnen Bahnsteige sind dabei entweder Teil des öffentlichen oder Teil des Transitbereichs (Non-Schengen). Die zweiteiligen Züge können so berührungsfrei
Passagiere beider Gruppen gleichzeitig transportieren.

#### Karlsruhe
Am Karlsruher Hauptbahnhofsvorplatz halten die Zweisystemstadtbahnwagen auf den beiden äußeren der vier Gleisen und nutzen dabei die daneben liegenden Bahnsteige der Straßenbahnen als zweiten Bahnsteig. Somit können die Fahrgäste zum Umsteigen links direkt auf die richtigen Bahnsteige treten, während die normalen Fahrgäste den rechten Bahnsteig nutzen.

#### Norderstedt
In Schleswig-Holstein gibt es in Norderstedt am Bahnhof Norderstedt Mitte eine Spanische Lösung; außen fahren die Züge der U1 von und nach Hamburg, während in der Mitte der Dieseltriebwagen der A2 Richtung Ulzburg Süd/Kaltenkirchen abfährt. Eine Trennung von Ein- und Ausstiegsrichtung wird hier allerdings nicht vorgenommen. Bauvollendung dieses Projektes war im Jahr 1996.

#### Bayerische Zugspitzbahn
Die schmalspurige Bayerische Zugspitzbahn von Garmisch-Partenkirchen zum Zugspitzplatt nutzt an mehreren Stationen die spanische Lösung, um den Fahrgastandrang bewältigen zu können.

#### Hannover
Die beiden Endpunkte Wettbergen (29. Mai 1999) sowie Misburg (14. Dezember 2014) der Stadtbahn Hannover sind jeweils auf dem stadteinwärts führenden Gleis mit einer Spanischen Lösung ausgestattet.

### Österreich

#### Wien

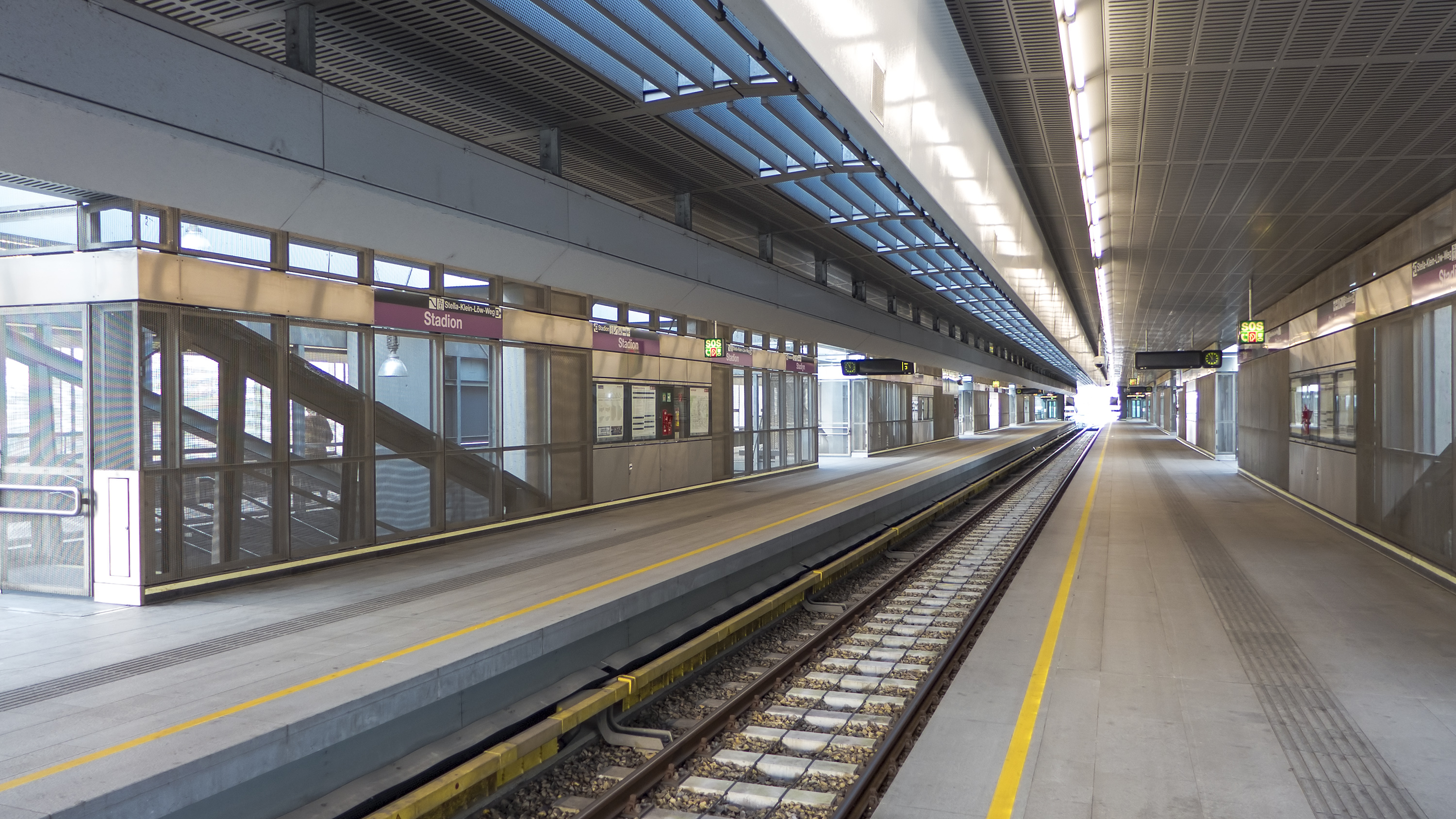
Wiener U2-Station Stadion

Beidseitige Ein- und Ausstiegsmöglichkeiten bei der Wiener Elektrischen Stadtbahn und der Wiener U-Bahn gab es zwar, allerdings ohne Trennung nach Ein- und Ausstiegsseite.
Nach der kompletten Umstellung der Wientallinie auf U-Bahn-Betrieb endeten zwischen 1981 und 1985 die Züge der Linien G und GD in der Station Meidling Hauptstraße mit der Möglichkeit, auf beiden Seiten zu den Richtungsbahnsteigen der Linie U4 auszusteigen. Danach wurden die beiden Mittelbahnsteige zu einem heute noch existierenden überbreiten Mittelbahnsteig verbunden.
Zwischen 1985 und 1989 war die in einer Kurve gelegene Station Gumpendorfer Straße die provisorische Endstation für die Gürtellinie der Stadtbahn. Das westlich gelegene Gleis wurde in dieser Zeit mit einem Holzbahnsteig überdeckt, so dass auf beiden Seiten ein Fahrgastwechsel stattfinden konnte.
Im Zuge der Bauarbeiten zur Verlängerung der Linie U2 zum Stadion wurde für die Station Schottenring zwischen 2004 und 2008 die gleiche Lösung wie bei der Station Meidling Hauptstraße gewählt. Während des eingleisigen Betriebes zwischen Schottentor und Schottenring konnte von der U2 auf beiden Seiten zu den Richtungsbahnsteigen der Linie U4 ausgestiegen werden. Nach der Stilllegung dieses Streckenabschnittes wurden im Bereich der ehemaligen U2-Bahnsteige Betriebsräume errichtet, die beiden U4-Bahnsteige sind nur am nördlichen Ende miteinander verbunden.
Um bei Großveranstaltungen eine schnellere Fahrgastabfertigung zu ermöglichen, gibt es in der U2-Station Stadion eine Anordnung mit zwei Mittelbahnsteigen und drei Gleisen. Seit der Verlängerung der U2 zur Aspernstraße im Oktober 2010 wird das mittlere Gleis mit den beidseitigen Bahnsteigen im Normalbetrieb nicht mehr benutzt; auch zuvor wurden die Türen außerhalb der Veranstaltungszeiten nur auf einer Seite freigegeben.

### Polen

#### Warschau
Bei der S-Bahn Warschau ist der unterirdische Bahnhof Warszawa Śródmieście mit einem Mittelbahnsteig und zwei Seitenbahnsteigen ausgestattet. In der Regel ist hier der Mittelbahnsteig für den Ausstieg bestimmt. Am westlichen Ende befindet sich ein Treppenausgang, von wo aus man den nahe gelegenen Bahnhof Warszawa Centralna erreichen kann, von wo aus die Fernzüge abfahren.

### China

#### Guangzhou
Ein klassischer Zwillingsbahnsteig-Turmbahnhof mit „Spanischer Lösung“ befindet sich im Metronetz der südchinesischen Stadt Guangzhou an der Station „Gongyuanqian“. In der Ebene −3 kreuzt die 2002 eröffnete Metrolinie 2 rechtwinklig die 1999 eröffnete Metrolinie 1 (Ebene −2). Beide Ebenen verfügen über Zwillingsbahnsteige mit Einstieg am Mittelbahnsteig und Ausstieg an den jeweiligen Seitenbahnsteigen; auch öffnen die Zug- und Bahnsteigtüren zum Seitenbahnsteig um wenige Sekunden vor jenen zum Mittelbahnsteig. Die Treppen zwischen beiden Ebenen führen nur von den Seitenbahnsteigen (Ausstieg) der einen Linie zum entsprechenden Mittelbahnsteig (Einstieg) der anderen Linie, so dass sämtliche Umsteigeströme vollständig höhenfrei entflochten sind. Zu und von beiden Bahnsteigebenen führen Fest- und Fahrtreppen ins Fußgängergeschoss (Ebene −1). Von dort existiert genau eine Aufzugsanlage zu beiden Bahnsteigebenen, und zwar in die Mitte beider Mittelbahnsteige; dieser Aufzug ist jedoch personalbedient, so dass ein direkter freier Wechsel zwischen beiden Einstiegsbahnsteigen nur auf Anfrage beim Bahnsteigpersonal möglich ist.

#### Shenzhen
Bei der Metro Shenzhen wird die „Spanische Lösung“ an den zwei Endbahnhöfen Luohu und Futian Checkpoint zur strikten Trennung der Ein- und Aussteiger verwendet; an beiden Stationen wechseln die Züge ihre Fahrtrichtung im Bahnsteigbereich.

### Großbritannien

#### London
Die erste Bahnsteiganordnung, die man heute als Spanische Lösung bezeichnet, befand sich in der Station King William Street, dem damaligen nördlichen Endpunkt der City and South London Railway (heute Northern Line). Das einzige Gleis der Station besaß zwei Bahnsteige, einen zum Einsteigen, den anderen zum Aussteigen. Die Station wurde in dieser Form am 4. November 1890 eröffnet und 1895 dahingehend geändert, dass es für die letzten fünf Jahre zwei Gleise mit einem Mittelbahnsteig gab, bevor die Station 1900 geschlossen wurde.
Bei der Docklands Light Railway gibt es an einigen Stationen ebenfalls die Möglichkeit, zu beiden Seiten der Züge auszusteigen (Station Canary Wharf).

### Frankreich

#### Paris

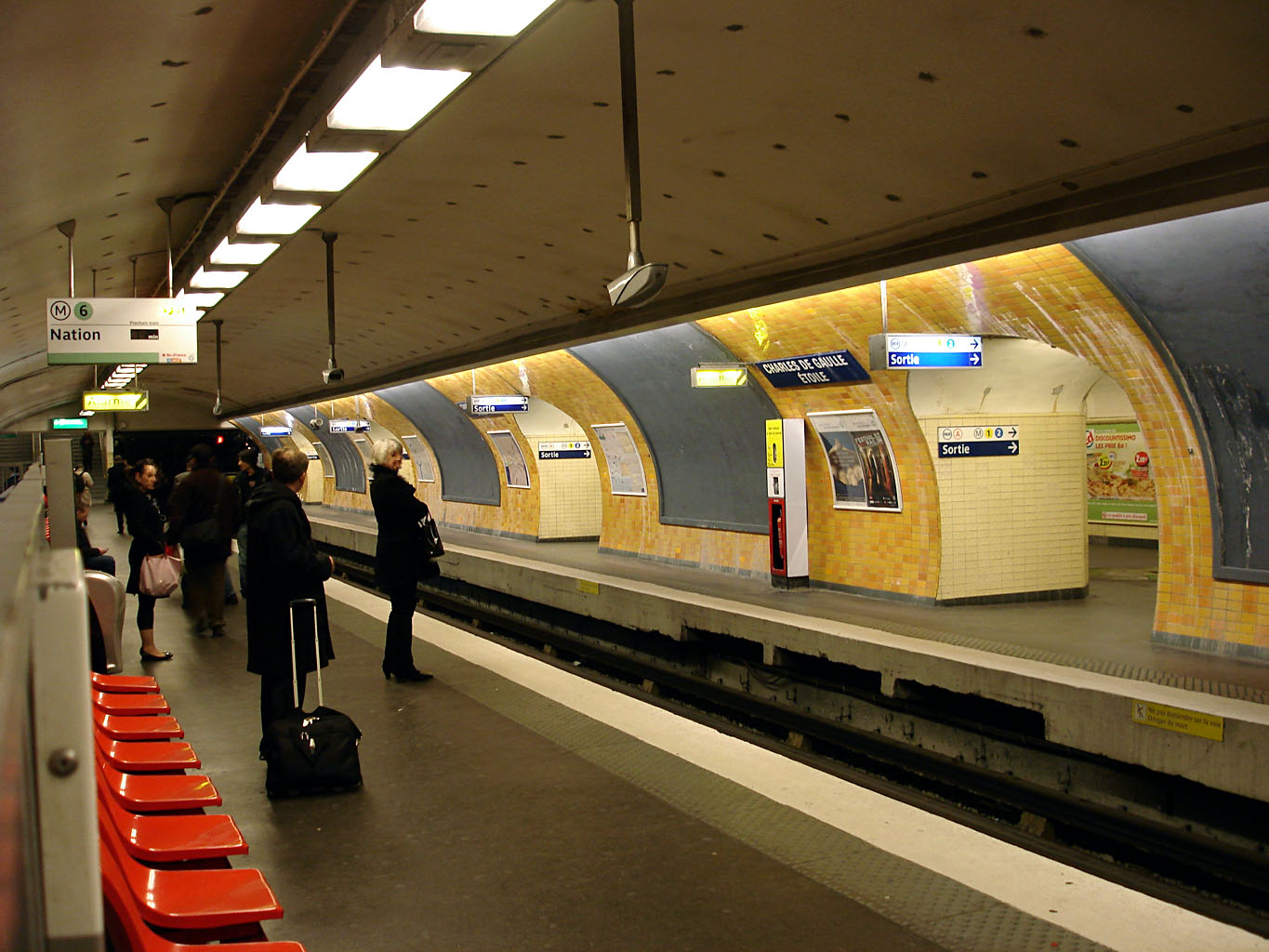
Metro Paris: Links wartende Fahrgäste, rechts Ausgang.

Die Bahnsteige der Linie 6 der Métro sind am U-Bahnhof Charles de Gaulle – Étoile in Spanischer Lösung ausgeführt.

### Vereinigte Staaten von Amerika

#### New York
Bereits die erste Strecke der U-Bahn New York von 1904 besaß an einigen Stationen zwei Bahnsteige für ein Gleis. Allerdings wurden diese noch für den Umstieg von an jedem Bahnhof haltenden Local Trains auf Expresszüge benutzt. Die Erweiterungen im Zuge der Doppelverträge (Dual Contracts) von 1913 sahen dagegen bei einigen Stationen die echte Spanische Lösung vor. Der erste Vertreter in New York war der Bahnhof Chambers Street an der BMT Nassau Street Line, der am 14. März 1913 in Betrieb ging. Heute sind keine Bahnsteige für die Spanische Lösung mehr in Betrieb. Sie sind jedoch meist noch erhalten und zum Teil zu Lagerräumen umfunktioniert worden.
Die Spanische Lösung wird von PATH in der 33rd Street Station, im World Trade Center und im Hoboken Terminal angewendet.

### Weitere Einsatzgebiete
Die spanische Lösung wird außerdem vor allem bei den Bahnhöfen von Flughafenbahnen eingesetzt, so beim Aerotrain im Flughafen von Kuala Lumpur oder im Hong Kong International Airport.

## Ähnliche Konzepte

### Beidseitiger Umstieg
Neben der Beschleunigung des Fahrgastwechsels hat die spanische Lösung unter Umständen den Vorteil, zu zwei Gleisen ohne Bahnsteigwechsel umsteigen zu können, nämlich falls beide Bahnsteige Mittelbahnsteige sind und nicht nach Ein- und Ausstieg getrennt wird. Eine solche Verbesserung des Umsteigekomforts kann auch einziger Zweck eines beidseitigen Ausstiegs sein, so an den beiden Endhaltestellen der Alsternordbahn nördlich von Hamburg. Man erreicht dort bahnsteiggleich beide Endgleise der Linie U1 in Norderstedt Mitte und beide Fahrtrichtungsgleise der Linie A1 im Bahnhof Ulzburg Süd.

### Gepäckbahnsteig

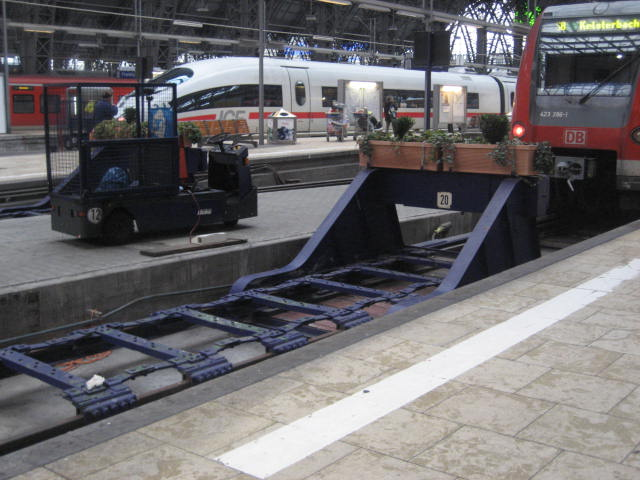
Gepäckbahnsteig am Hauptbahnhof Frankfurt am Main (in der Mitte)

Vor allem an großen Bahnhöfen gibt es manchmal auf beiden Seiten Bahnsteige, von denen aber nur einer für Fahrgäste vorgesehen ist. Der andere Bahnsteig, Gepäckbahnsteig genannt, wurde zur Beladung von Gepäck und Post gebaut. In Deutschland wurde die Gepäck- und Postverladung eingestellt, Gepäckbahnsteige dienen heute bisweilen anderen betrieblichen Zwecken.

### Bahnsteige für verschiedene Fahrzeugtypen

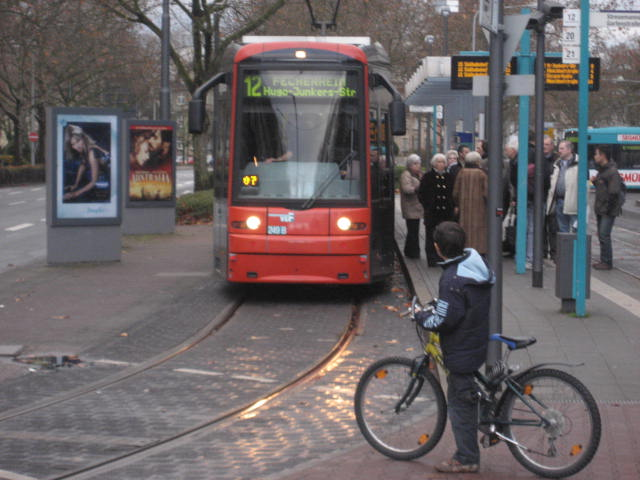
Frankfurt am Main: Ein-/Ausstieg zur einen oder anderen Seite abhängig vom Wagentyp

An der Haltestelle Stresemannallee/Gartenstraße der Straßenbahn Frankfurt am Main öffnen am Gleis der Strecke Niederrad – Südbahnhof die Wagen die Türen auf der linken Seite. Dort befindet sich ein Bahnsteig, der einen barrierefreien Einstieg in die Niederflurwagen ermöglicht (an der anderen Bahnsteigkante für die Strecke Niederrad – Hauptbahnhof). Da nach dem Bau dieses Bahnsteigs auf der Linie 19 zunächst noch hochflurige Einrichtungswagen verkehrten, die nur auf der rechten Seite Türen haben, wurde hierfür der alte, auf Straßenniveau angelegte Zugang weiter benutzt. Inzwischen sind keine Einrichtungswagen mehr im Linienbetrieb. Der Zugang auf der rechten Seite wird deshalb nicht mehr genutzt, ist aber noch zugänglich.
Eine dauerhafte Lösung dieser Art befindet sich an der Station Südpark in Düsseldorf: An dieser Haltestelle halten sowohl hochflurige Stadtbahnen als auch Niederflurstraßenbahnen. Um zu beiden Fahrzeugtypen einen barrierefreien Zugang zu ermöglichen, befinden sich dort sowohl ein hoher Mittelbahnsteig als auch zwei niedrige Seitenbahnsteige. Die Straßenbahnlinien, die heute die Haltestelle Südpark bedienen, fahren zukünftig über die für Niederflurfahrzeuge ausgestattete Wehrhahn-Linie, weshalb am Südpark dauerhaft Hoch- und Niederflurbahnen halten werden.